# 千歳市立支笏湖小学校
千歳市立支笏湖小学校（ちとせしりつしこつこしょうがっこう）は、北海道千歳市支笏湖温泉に所在する公立小学校。

## 沿革
年表
- 1947年（昭和22年）- 千歳町立烏柵舞小学校支笏湖畔分教場設置[2]、北海道大学支笏湖寮を仮校舎として使用[3]。
- 1948年（昭和23年）- 小学校としての認可、校舎完成[注 1][3]。
- 1949年（昭和24年）- 千歳町立支笏湖小学校が開校[3]。
- 1954年（昭和29年）- 現在地に新校舎が完成し移転[3]。
- 1956年（昭和31年）- 体育館完成、校歌制定（作詞：川村武夫、作曲：川村静子）[3]
- 1958年（昭和33年）- 市制施行により、千歳市立支笏湖小学校に改称。
- 1959年（昭和34年）- 校章制定[3]。
- 1964年（昭和39年）- 水明小学校を統合[3]。
- 1966年（昭和41年）- 校旗制定[3]。
- 1974年（昭和49年）- 体育館のステージ増設[3]。
- 1975年（昭和50年）- 校門設置[3]。
- 1980年（昭和55年）- 新校舎用地造成着工[3]。
- 1982年（昭和57年）- 防音校舎・体育館完成[3]。
- 1989年（平成元年）- 全国森林レクリエ－ション協会会長賞を受賞、受賞記念碑建立[3]。
- 1990年（平成2年）- 自然公園美化清掃活動により環境庁長官賞を受賞、受賞記念で川村涛人の歌碑建立、千歳市環境保全公社より表彰[3]。
- 1992年（平成4年）- 青少年赤十字（JRC）に加入、ボランティア活動推進校に指定[3]。
- 1993年（平成5年）- 環境教育モデル校に指定[3]。
- 1996年（平成8年）- ヒメマス学習の開始[3]。
- 1997年（平成9年）- 支笏湖少年消防クラブに表彰[3]。
- 1998年（平成10年）- 北海道郵政局長より表彰[3]。
- 2006年（平成18年）- 野生鳥獣保護功労で北海道社会貢献賞を受賞[3]。
- 2007年（平成19年）- 日本鳥類保護連盟会長賞を受賞、自然再生体験学習の実施[3]。
- 2008年（平成20年）- 二学期制に移行[3]。
- 2009年（平成21年）- 石狩森林管理署と「遊々の森」の協定締結[3]。
- 2013年（平成25年）- 野生生物功労者表彰で環境大臣賞を受賞[3]。
- 2018年（平成30年）- 特別支援学級を開設[3]。
- 2019年（令和元年）- 特別支援学級を閉級[3]。

## 教育目標
たくましい心と体をもった、人間性豊かな児童の育成。
- 「考える子」- 自ら考え、創造する子ども[4]。
- 「やさしい子」- 明るく、協力する子ども[4]。
- 「がんばる子」- 根気強く、実行する子ども[4]。
- 「元気な子」- 心身を鍛える子ども[4]。

## 通学区域
通学区域は以下の通り。
- 支笏湖温泉
- 水明郷
- 幌美内
- モラップ
- 支寒内
- 美笛
- 奥潭
- 藤の沢
- 西森
- 紋別

## 進学先中学校
- 千歳市立千歳中学校[6]

## 交通アクセス
バス
- 北海道中央バス 支笏湖線「支笏湖」停留所下車、徒歩6分[7]。